# 伊厄辛山
54°19′S 36°26′W / 54.317°S 36.433°W
伊厄辛山是南極洲的山峰，位於昆伯蘭東灣，處於達特毛斯角東南面1公里，海拔高度90米，在1901-04年由瑞典探險隊測量，在1951年由英國研究隊命名。